# Telchius maculosus
Telchius maculosus là một loài nhện trong họ Oonopidae.
Loài này thuộc chi Telchius. Telchius maculosus được J. Denis miêu tả năm 1952.